# Henri Charliac
Henri Charliac, né le 18 février 1915 à Meyssac (Corrèze) et mort le 8 juin 1998 dans le 7e arrondissement de Paris,, a mené une carrière de magistrat.

## Une carrière de magistrat

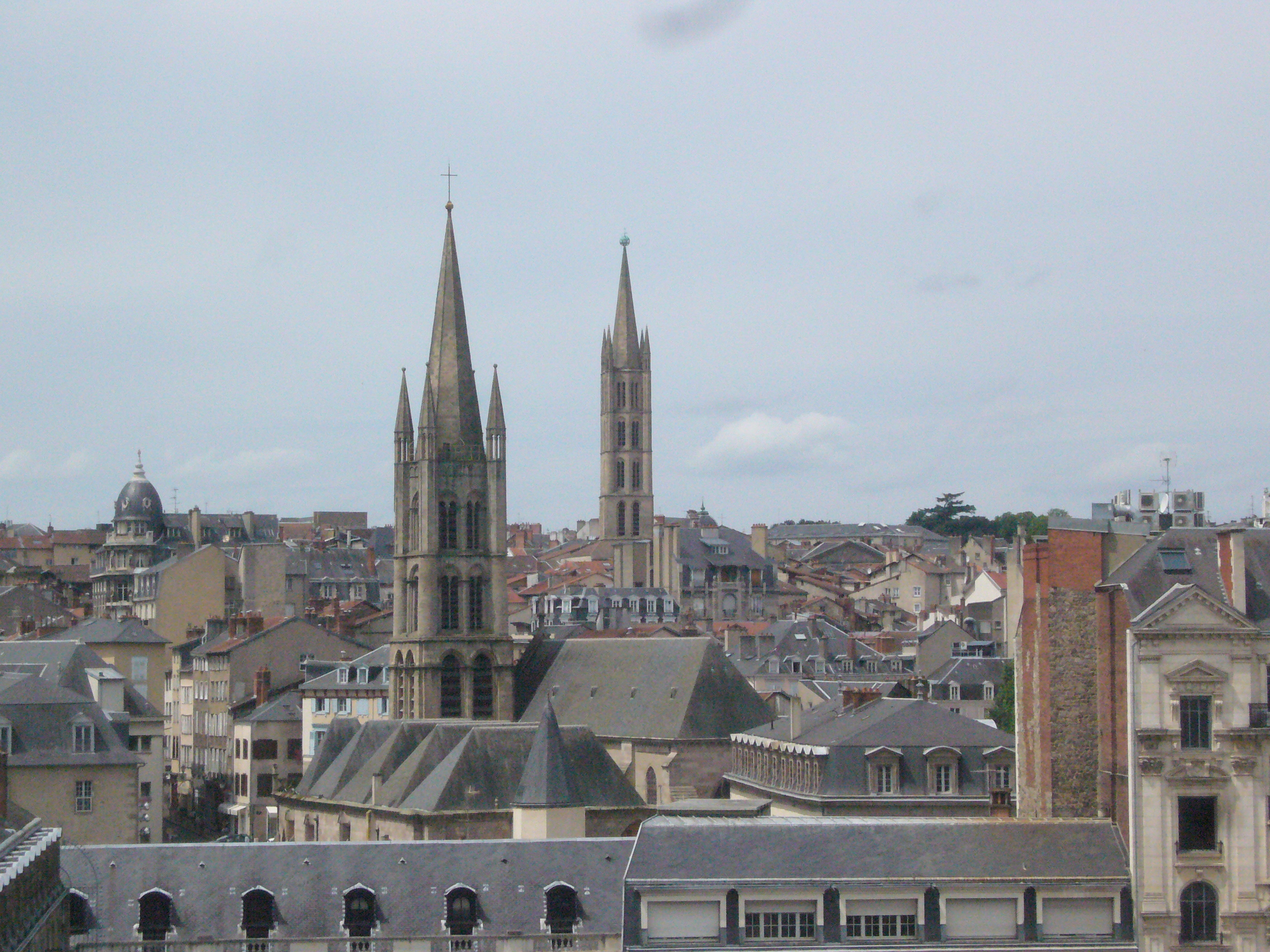
Vue de Limoges, prise depuis l’immeuble de la CCI, avec les toits du lycée Gay-Lussac, où Henri Charliac a été élève, et, au fond, le tribunal.

Henri Charliac est né le 18 février 1915 à Meyssac (Corrèze). Il était le fils de Gabriel Charliac, premier président de la cour d’appel de Limoges, et d’Henriette Charliat (elle portait un nom de naissance identique, à une lettre près, au nom de son mari). il a fait ses études secondaires à Limoges, au lycée Gay-Lussac, et a ensuite étudié le droit à la faculté de Poitiers. Il a obtenu un doctorat en droit à Poitiers en 1936 (son sujet pour la thèse de doctorat a concerné la procédure de l’expertise en matière criminelle). Avant la seconde guerre mondiale, il était juge suppléant. De 1941 à 1947, il a été magistrat à l’administration centrale du ministère de la Justice. Il a été ensuite nommé secrétaire du Conseil supérieur de la magistrature (CSM), poste qu’il a occupé de 1947 à 1955.
Sa carrière de magistrat s’est poursuivie à la cour d’appel de Paris : en 1955/1956, il a été substitut du procureur général ; en 1956, il est nommé conseiller ; en 1963, il est promu président de chambre ; Henri Charliac est devenu ensuite magistrat à la Cour de cassation ; il a occupé successivement, dans cette cour, les postes suivants :
- par décret du 16 février 1968, M. Henri Charliac a été nommé conseiller à la Cour de cassation[4]
- par décret du 22 décembre 1977, M. Henri Charliac a été nommé président de chambre à la Cour de cassation[5]
- par décret du 27 mai 1982, M. Henri Charliac a été nommé procureur général près la Cour de cassation[6].

Henri Charliac a quitté la Cour de cassation en 1984 ; par décret du 22 février 1984, M. Pierre Arpaillange a remplacé M. Henri Charliac comme procureur général près la Cour de cassation ; en 1984, M. Henri Charliac a été admis à faire valoir ses droits à la retraite.

## Les prolongements d’une vie de magistrat

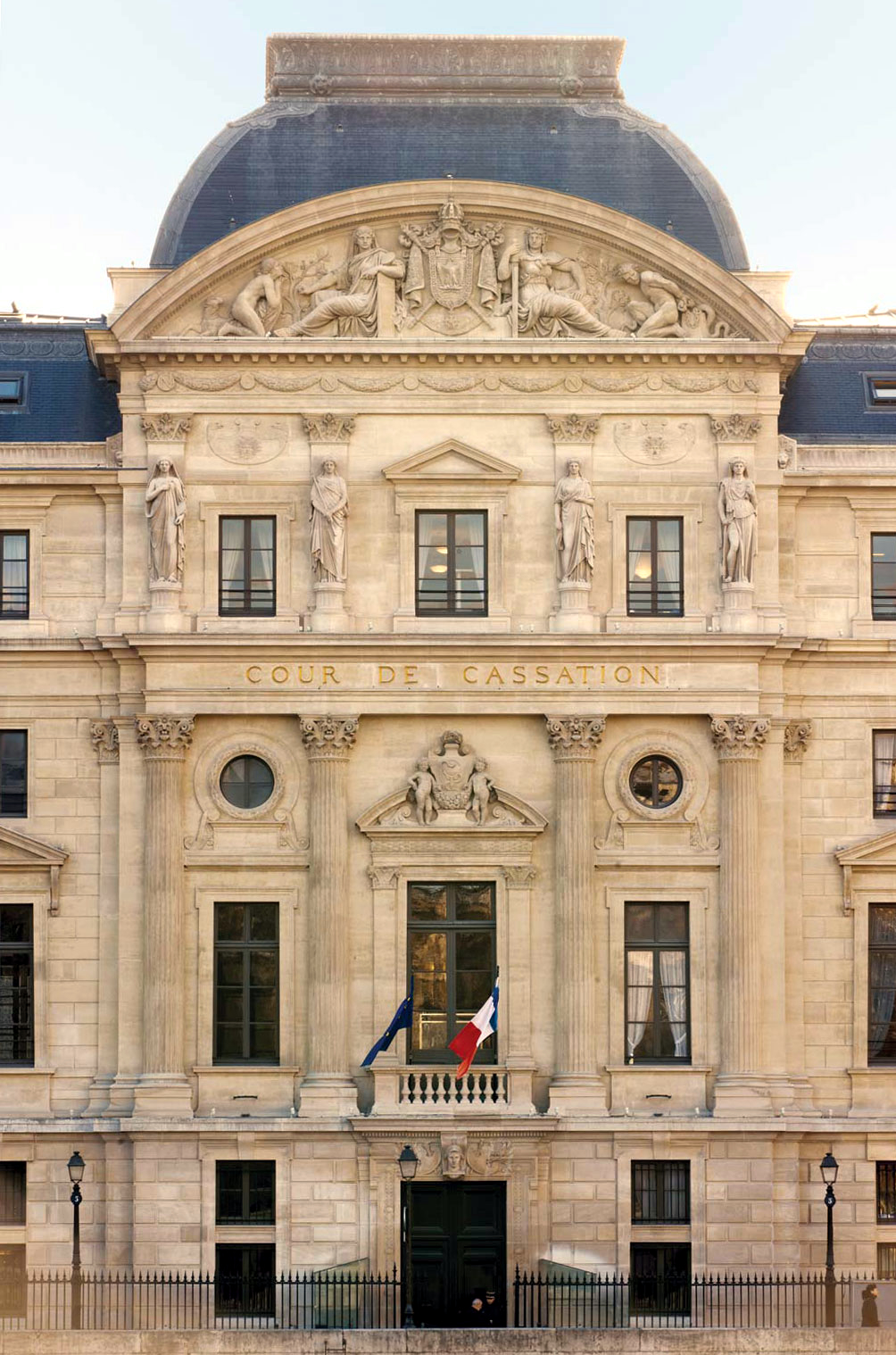
Vue du fronton de la Cour de cassation (France) à Paris, où Henri Charliac a œuvré pendant 16 ans, de 1968 à 1984.

L’un des prolongements de la carrière d’Henri Charliac a résidé dans les activités d’écrivain auxquelles s’est livré le magistrat ; on lui doit des articles de revues portant sur des questions liées au droit ; le jeune docteur en droit a publié un livre portant sur l’expertise en matière criminelle, qui a été jugé comme un « ouvrage très documenté, intéressant et utile », lors de sa parution en 1937 ; on découvre l’intérêt d’Henri Charliac pour l’histoire (et on apprécie la qualité de son style) dans le petit ouvrage qu’il a consacré en 1960 à Jean-Baptiste Sirey, un personnage qui a eu une vie tumultueuse, un jurisconsulte né en 1762 à Sarlat, dont le Corrézien Charliac se sentait proche, géographiquement et intellectuellement.
Les activités de magistrat d’Henri Charliac ont connu un autre prolongement dans la principauté de Monaco où Henri Charliac a été membre de la Cour de révision monégasque (une cour qui joue, à Monaco, un rôle de cour de cassation) de 1976[réf. nécessaire] jusqu’en 1996 ; il a été président de cette cour de 1992 à 1996 ; pour sa contribution aux travaux de cette cour monégasque, Henri Charliac a été nommé, en 1995, grand officier de l’ordre de Saint-Charles.
Henri Charliac était également grand officier de la Légion d’honneur ; les dernières années de la vie d’Henri Charliac ont été assombries par une attaque cardio-vasculaire qui a diminué ses capacités physiques, tout en épargnant ses capacités intellectuelles ; Henri Charliac est mort le 8 juin 1998 à Paris (ville-département, département no 75) ; il repose dans le petit village de Saint-Salvadour, en Corrèze, où il possédait une propriété familiale.

## Œuvres publiées d’Henri Charliac
- Une Vie tourmentée, Jean-Baptiste Sirey, Paris, Impr. F. Beroud, sans date
- Université de Poitiers. Faculté de droit. La Procédure de l’expertise en matière criminelle, thèse pour le doctorat présentée par Henri Charliac, Paris, Dalloz, 1936
- L’Expertise en matière criminelle, Paris, Dalloz, 1937
- Avec Louis Bogue, Cour d'appel de Paris. Audience solennelle de rentrée du 16 septembre 1960. Une vie tourmentée : Jean-Baptiste Sirey, discours de M. Henri Charliac, Discours de M. Louis Bogue, Melun, Impr. administrative, 1960